# Конституция Каталонии
Конституция Каталонии ( кат. Constitucions catalanes,МФА: [kunstitusiˈons kətəˈlanəs]) — законы Княжества Каталония, установленные графом Барселоны и одобренные Каталонскими Кортесами.

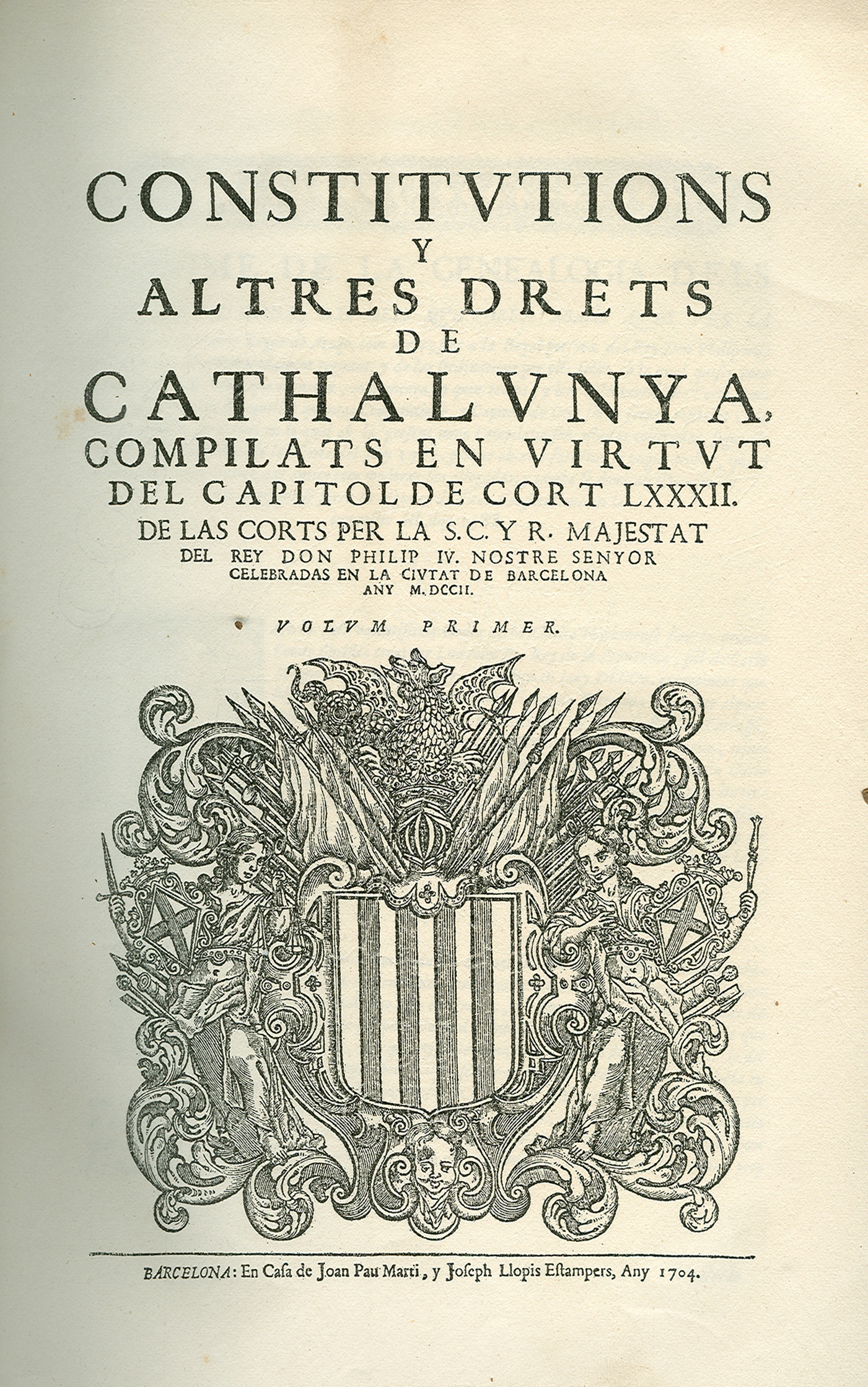
Конституция Каталонии

Первые конституции были обнародованы Кортесами в 1283 году. Последние были обнародованы Кортесами в 1705 году. Они имели преимущественную силу над другими правовыми нормами и могли быть отменены только самими каталонскими судами.
Сборники конституций и других прав Каталонии следовали римской традиции Кодекса.

## История

### Происхождение:Каталонские Кортесы
Первая компиляция была предписана Фердинандом I Арагонским и предложена Кортесами Барселоны в 1413 году. Оно распространилось в издании 1495 года вместе с «Употреблениями Барселоны» :
Вскоре после окончания войны за испанское наследство король Испании Филипп V издал ряд указов, известных на испанском языке как Decretos de Nueva Planta, а на каталанском - как Decretos de Nova Planta . Эта серия указов отменила отдельные законы территорий, которые поддерживали его соперника на престоле, эрцгерцога Карла Австрийского; это включало все территории Короны Арагона . Декреты пытались превратить Испанию в централизованное государство по образцу Франции, применяя законы Кастилии ко всей Испании. Эти акты были обнародованы в Валенсии и Арагоне в 1707 году, а в 1716 году распространены на Каталонию и Балеарские острова (за исключением Менорки, британского владения в то время).
Таким образом, каталонские конституции были фактически отменены властью короля после его военной победы, а не в результате какого-либо законодательного процесса внутри самой Каталонии. Это изменение игнорировало собственные положения Конституции Каталонии о том, как в нее следует вносить поправки или реформировать.

### Обещание восстановления: Третья карлистская война
После «войны за испанское наследство» 1700–1714 годов, в которой Каталония была в союзе с проигравшей Австрией, новая династия Бурбонов, начавшаяся с Филиппа V, внука французского короля Людовика XIV, и приступившая к централизации и модернизации Испании, отменила местные институты и вольности (fueros) (каталанский: меха).
В период Третьей карлистской войны (1872–1876) силам карлистов удалось занять некоторые города во внутренней части Каталонии. В этот период испанская королева Изабель II находилась в изгнании, а король Амадео I уже правил с 1871 года, хотя в целом  не пользовался популярностью. Карл VII Испанский, претендент на трон и внук Карла V Испанского (отсюда и термин Карлист от исп. Карлоса, анг. произношение 'Charles'), пообещал каталонцам, валенсийцам и арагонцам возвращение их хартий fueros и конституций, которые до этого отменил Филипп V.
Обещание не было выполнено, поскольку восстание карлистов не удалось. Карлос Мария де лос Долорес, испанский инфант, в конце концов был выслан во Францию. 27 февраля 1876 года, в тот же день,  Альфонсо XII Испании вошел в Памплону.

### XX век
В XX веке каталонское самоуправление восстанавливалось дважды: в 1914–1924 годах, когда региональные власти полуичили незначительных полномочий, и в республиканский период 1931–1939 годов, когда у каталонцев появилось собственное выборное и автономное правительство.

## Внешние ссылки
- Упадок каталонской династии и растущее отчуждение короны